# 둘리프 싱
둘리프 싱(Duleep Singh, 1838년 9월 4일 - 1893년 10월 22일) 또는 달리프 싱(Dalip Singh)은 말년에 "퍼스셔의 검은 왕자"라는 별명을 가졌던 시크 제국의 마지막 마하라자이다. 그는 마하라니 진드 카우르의 외아들인 마하라자 란지트 싱의 막내 아들이었다.
그는 5세 때인 1843년 9월 어머니가 대신 통치했고, 영국-시크 전쟁에서 패한 후 영국인 거주자 아래서 권력을 잡았다. 이후 영국 왕실에 의해 폐위된 그는 15세에 영국으로 망명하여 빅토리아 여왕과 친구가 되었는데, 빅토리아 여왕은 펀자브 마하라자에 대해 "그 눈과 이빨은 너무 아름답다"고 말한 것으로 전해진다. 여왕은 그의 여러 자녀의 대모였다. 그는 말년의 대부분을 영국에서 살다가 55세에 사망했다.
그의 어머니는 그가 아주 어렸을 때 사실상 통치자였으며, 그는 1861년 1월 16일 캘커타에서 그녀를 다시 만나 영국으로 돌아갈 수 있었다. 생의 마지막 2년 동안 그의 어머니는 마하라자에게 시크교의 유산과 한때 그가 통치했던 제국에 대해 이야기했다. 1861년 6월, 그는 인도의 별 기사단 최초의 기사 25명 중 한 명이 되었다.